# TSV München Großhadern
Der TSV München-Großhadern von 1926 e. V. ist ein Sportverein im Münchener Stadtteil Hadern mit ca. 3000 Mitgliedern (Stand 2023). Wie viele klassische Sportvereine ist er in mehrere Unterabteilungen gegliedert. Die derzeit 12 Sparten beinhalten folgende Sportarten: Aikido, Bergsport, Fitness und Gymnastik, Fußball, Gesundheitssport und Prävention, Handball, Judo, Karate, Tennis, Tischtennis, Turnen und Volleyball.
Ein Kraftraum mit Fitnessstudio ist ebenfalls vorhanden.

## Bergsport
Die Abteilung Bergsport bietet mindestens einmal im Monat Wanderungen und Bergtouren an, es werden aber auch Skiausflüge und Radtouren unternommen. Außerdem wird jeden Montag eine einstündige Nordic-Walking-Runde mit anschließendem Stammtisch angeboten und monatlich ein geselliger Vereinsabend.

## Judo
Die 1949 gegründete Judo-Abteilung ist ein wesentlicher Bestandteil des Vereins. Sie gewann bereits ein Jahr später den Münchner Stadtpokal und stellte 1951 in Frankfurt am Main mit Josef Heitzer den ersten Einzelmeister im Federgewicht nach dem Zweiten Weltkrieg in der Bundesrepublik. Bei den im Dezember 1953 vom Deutschen Athleten-Bund ausgerichteten Gesamtdeutschen Judomeisterschaften in Bremerhaven siegte Josef Daxer im Finalkampf gegen Helmut Bark aus Ostberlin und wurde Gesamtdeutscher Judomeister im Weltergewicht. Der erste Deutsche Mannschaftsmeistertitel folgte 1968, weitere dann auch 1970, 1971, 1980, 1981, 1983, 1984, 1985, 1988, 2001 und 2015. Damit ist der TSV Großhadern einer der erfolgreichsten deutschen Judo-Vereine.
Seit 1972 nehmen Judoka des TSV München-Großhadern regelmäßig an Olympischen Wettkämpfen teil, ausgenommen 1980, 1988 und 2008. Für Medaillen bei den Olympischen Spielen für die Judoabteilung sorgten 1972 Paul Barth mit Bronze, 1984 mit Silber und 1988 mit Bronze Günther Neureuther sowie 1992 und 1996 mit jeweils Bronze Richard Trautmann. 1993 holte Johanna Hagn den Weltmeistertitel nach München, 2003 gelang dies Florian Wanner. Auch bei den Europameisterschaften standen die Judoka des TSV mehrmals auf dem Siegertreppchen und holten 1967 (Gerd Egger), 1984 (Günther Neureuther) sowie 1991 (Katharina Binger) den Titel.
Im November 2018 gab der Verein den Rückzug seiner Männer als auch die Frauenmannschaft aus der Bundesliga bekannt. Die Entscheidung fiel aus finanziellen Gründen. Die für den Ligabetrieb erforderlichen Geldmittel werden in andere Judo-Projekte investiert.
| Olympische Spiele | Judoka                         | Platz |
| ----------------- | ------------------------------ | ----- |
| Tokio 2020        | Theresa Stoll                  | 3.    |
| Rio 2016          | Tobias Englmaier               | 9.    |
| London 2012       | Tobias Englmaier               | 33.   |
| Athen 2004        | Florian Wanner Gerhard Dempf   | 7. -  |
| Sydney 2000       | Florian Wanner                 | 9.    |
| Atlanta 1996      | Richard Trautmann              | 3.    |
| Barcelona 1992    | Richard Trautmann              | 3.    |
| Los Angeles 1984  | Günther Neureuther Peter Jupke | 3. -  |
| Montreal 1976     | Günther Neureuther             | 2.    |
| München 1972      | Paul Barth Gerd Egger          | 3. 7. |

| Weltmeisterschaft          | Judoka                         | Platz |
| -------------------------- | ------------------------------ | ----- |
| Osaka 2003                 | Florian Wanner Gerhard Dempf   | 1. -  |
| München 2001               | Florian Wanner Raphael Boezio  | - -   |
| Makuhari 1995              | Richard Trautmann              | 5.    |
| Hamilton 1993              | Johanna Hagn Richard Trautmann | 1. 3. |
| Seoul 1985                 | Peter Jupke Günther Neureuther | 2. 3. |
| Moskau 1983                | Günther Neureuther             | 3.    |
| Maastricht 1981            | Günther Neureuther Peter Jupke | 5. 5. |
| Paris 1979                 | Günther Neureuther             | 3.    |
| Ludwigshafen am Rhein 1971 | Paul Barth Gerd Egger          | 5. -  |
| Mexiko 1969                | Paul Barth Gerd Egger          | 5.    |
| Salt Lake City 1967        | Gerd Egger                     | -     |

| Europameisterschaft        | Judoka                                      | Platz    |
| -------------------------- | ------------------------------------------- | -------- |
| Düsseldorf 2003            | Florian Wanner Gerhard Dempf Raphael Boezio | 3. 9. 9. |
| Maribor 2002               | Florian Wanner                              | 7.       |
| Wrocław 2000               | Hendrik Schumacher                          | -        |
| Prag 1991                  | Kathi Binger                                | 1.       |
| Belgrad 1986               | Peter Jupke Joachim Brenner                 | 2. 2.    |
| Lüttich 1984               | Günther Neureuther                          | 1.       |
| Paris 1983                 | Peter Jupke Günther Neureuther              | 3. 3.    |
| Rostock 1982               | Günther Neureuther                          | 2.       |
| Ludwigshafen am Rhein 1977 | Gerhard Steidele                            | 2.       |
| Madrid 1973                | Paul Barth                                  | 2.       |
| Lausanne 1968              | Paul Barth                                  | 3.       |
| Rom 1967                   | Gerd Egger                                  | 1.       |

## Fußball
Die Fußballabteilung gehörte in den 1980er Jahren zu den stärksten Amateurvereinen in München. 1986 gelang mit dem Meistertitel in der Landesliga Süd der Aufstieg in die Bayernliga. Dort verfehlte das Team jedoch den Klassenerhalt und stieg umgehend wieder ab.

## Turnen
Die Abteilung Turnen ist seit jeher Bestandteil des TSV München Großhadern. Neben dem Angebot, das sich rein an Freizeitsportler richtet, gibt es in der Abteilung Turnen auch Wettkampfgruppen für Buben und Mädchen, in der Einzelwertung oder im Mannschaftswettkampf. Beim Eltern-Kind-Turnen können die ersten Erfahrungen gesammelt werden. Mit dem Vorschul- bzw. Schulalter entscheidet es sich, ob man beim Breitensport bleibt oder in das Wettkampfturnen wechselt. In der Abteilung Turnen beim TSV München Großhadern ist auch der Bereich Tanzen mit Ballett und Hip-Hop angesiedelt.